# Awasa (jezero)
Awasa (amharsky አዋሳ ሐይቅ ) je jezero ležící v bezodtokové pánvi v Etiopii. Nachází na hlavním zlomu Etiopského příkopu, 200 km jižně od Addis Abeby. Jde o nejlépe prozkoumané jezero v etiopské části příkopové propadliny, a to díky své snadné přístupnosti pro vědce.

## Popis
Jezero je dlouhé 16 km a 9 km široké, má plochu 129 km². Dosahuje největší hloubky 22 metrů a nachází se v nadmořské výšce 1708 m. Přestože je jezero Awasa bezodtoké, jedná se „v podstatě o sladkovodní jezero (salinita je proměnná, ale menší než 1000 µS), což naznačuje, že musí mít podzemní odtok.“
Na jeho východním břehu se rozkládá město Awasa.